# منطقه مرسینگ
منطقه مرسینگ (به انگلیسی: Mersing District) یکی از ۱۰ منطقه موجود در ایالت جوهر، مالزی است. مرکز منطقه شهر مرسینگ است.

## زمین‌شناسی
این منطقه اضافه بر ناحیه اصلی، ۳۶ جزیره را شامل می‌شود.

## جمعیت‌شناسی
در سال ۲۰۰۰، رشد سالانه جمعیت ۱٫۲۱ درصد بود.